# Hartmut Kasper

Hartmut Kasper bei einem TV-Interview 2001.

Hartmut Kasper (* 29. August 1959 in Wanne-Eickel) ist ein deutscher Schriftsteller. Science Fiction schreibt er unter dem Pseudonym Wim Vandemaan.

## Leben
Kasper ist verheiratet und hat eine Tochter sowie einen Sohn. Er studierte an der Ruhr-Universität Bochum Germanistik (bei Uwe-Karsten Ketelsen) und Philosophie. Von 1989 bis 1995 arbeitete er als Fachbereichsleiter Literatur an der Bundesakademie für Kulturelle Bildung Wolfenbüttel. Seit 1995 ist er Gymnasiallehrer und seit 2007 unterrichtet er die Fächer Deutsch, Religion, Literatur und Philosophie am Leibniz-Gymnasium in Essen.
Seit 1985 schreibt Kasper Artikel, Kurzgeschichten und Gedichte unter anderem für Unicum, PIPS, Am Erker, das Kritische Lexikon zur fremdsprachigen Gegenwartsliteratur, TEXT+KRITIK, Ästhetik & Kommunikation, die horen, Das Gedicht und Das Science Fiction Jahr.
Der promovierte Germanist betreute von 2001 bis 2010 als Nachfolger von Klaus Bollhöfener das Perry-Rhodan-Journal, eine wissenschaftliche Beilage in der ersten Auflage der Perry-Rhodan-Serie. Seine Nachfolge übernahm Rüdiger Vaas. Nachdem Kasper im November 2005 und Juni 2006 zwei Hefte zur Atlan-Serie beigesteuert hatte, erschien im März 2007 sein erster Perry-Rhodan-Roman Das Andromeda-Monument in der Reihe Perry Rhodan Extra. Mit Die Schwarze Zeit, dem Band 2391, stieg er mit Erscheinungsdatum 15. Juni 2007 in die Perry-Rhodan-Heftserie ein. 2008 beginnend schrieb er zusätzlich die Exposés für die Perry-Rhodan-Taschenbuchserien Das Rote Imperium, Die Tefroder und Jupiter beim Heyne Verlag. Seit dem Band 2700 (Der Techno-Mond von Andreas Eschbach), der am 17. Mai 2013 erschien, unterstützt Kasper Christian Montillon bei der Exposégestaltung der Perry-Rhodan-Serie.

## Werke (Auswahl)
Als Wim Vandemaan

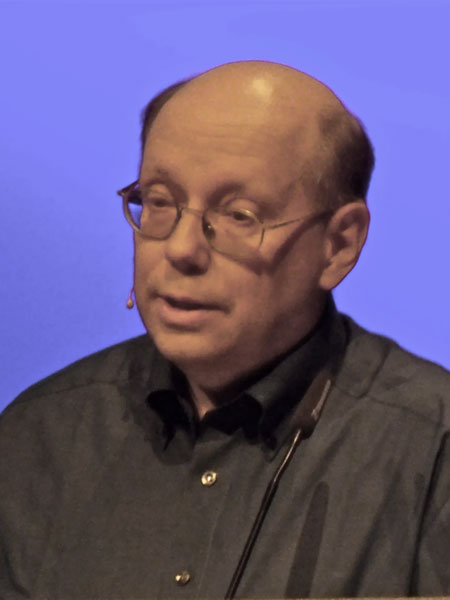
Hartmut Kasper auf dem Perry Rhodan-Weltcon 2011 in Mannheim

- Totentaucher. Fanpro, Erkrath 2006, ISBN 3-89064-486-4.
- Die eiserne Karawane. Heyne, München 2008, ISBN 978-3-453-52389-0.
- Die Zukunftsbastion. Heyne, München 2009, ISBN 978-3-453-52499-6.
- Die Stadt der tausend Welten. Heyne, München 2010, ISBN 978-3-453-52633-4.
- Jupiter (gemeinsam mit Christian Montillon und Hubert Haensel). Heyne, München 2011, ISBN 978-3-453-52774-4.

Als Hartmut Kasper
- Das Buch der sinnvollen Natur. Untersuchungen zur sekundären Kulturation der Natur in einem Genre der populärwissenschaftlichen Sachliteratur. Verlag für Wissenschaft und Kunst, Herne 1987, ISBN 3-924670-08-0.
- Schule der Autoren. Ein Handbuch der Dicht- und Schreibkunst. Reclam, Leipzig 2000 (2. Auflage 2002), ISBN 3-379-01697-7.
- Drei-Männer-Eck. Ein Ruhrgebietsroman in drei Teilen. ASSO, Oberhausen 2007, ISBN 978-3-938834-26-8.
- Kennedy im Ruhrgebiet. In: RUHRGEBIET über uns. Henselowsky Boschmann, Bottrop 2023, ISBN 978-3-948566-19-7.

Herausgeber (als Hartmut Kasper)
- Deutsche Helden: Luis Trenker, Perry Rhodan, Steffi Graf und viele andere. Reclam, Leipzig 1997, ISBN 3-379-01608-X.
- Lexikon der wunderbaren Fahrzeuge. Reclam, Leipzig 1999, ISBN 3-379-01652-7.